# Mythe de naissance

Couverture du magazine Puck, 1913

Un mythe de naissance est une explication légendaire ou folklorique de la naissance humaine.
Dans de nombreuses cultures, les adultes embarrassés par les questions sexuelles liées à la fécondation racontaient souvent aux enfants des histoires folkloriques pour expliquer la naissance des bébés. Dans les pays occidentaux, les plus connues sont le mythe de la cigogne apportant les bébés et le mythe de la naissance dans les choux.

## Mythe de la cigogne apportant les bébés
D'une façon générale, la cigogne symbolise la fécondité en Occident, la longévité en Orient, et le Bien en général dans les pays de tradition chrétienne. Au XIXe siècle, la honte sexuelle croissante a renforcé le récit selon lequel la cigogne amène les enfants, et les dépose dans la cheminée.
« Il ne semble pas que le folklore arabe, persan ou turc ait jamais recouru au thème de la cigogne qui apporte les bébés: cette tradition germanique toute récente semble ne s’être implantée qu’après 1870 dans le folklore alsacien, sous influence allemande. » 

### Cultures germanique et nordique
« Cigogne, Cigogne cabre-toi

Apporte à maman un joli marmot,

Un qui pleure, un qui rit,

Un qui fait bien dans le pot.

Cigogne, Cigogne cabre-toi,

Apporte-moi des petits pains,

Un pour moi, un pour toi,

Mais pour les méchants garçons aucun. »

Une célèbre légende du nord de l'Europe conte que la cigogne blanche est chargée d'apporter les bébés aux jeunes parents. La première trace remonterait à 1840 avec un poème gravé par l'allemand Jean Frédéric Wentzel, mais ce mythe a probablement une origine très ancienne ; il est popularisé par le danois Hans Christian Andersen au XIXe siècle par son petit conte intitulé Les Cigognes.
Dans le folklore germanique, Holda donne vie aux nouveau-nés à partir des âmes des défunts et l'oiseau est chargé d'apporter les enfants aux parents.
Le folklore allemand rapporte que les cigognes trouvaient les bébés dans les grottes ou les marais et les apportaient aux ménages dans un panier, en les portant sur leur dos ou les tenant dans leur bec. Les grottes étaient alors censées contenir l'adebarsteine ou « pierre de cigogne », mais les oiseaux pouvaient aussi trouver les enfants dans la Kindelsbrunnen ou « fontaine aux enfants » en allemand. Les nouveau-nés étaient directement donnés à la mère ou lâchés dans la cheminée. Les couples désirant un enfant pouvaient le signifier en plaçant des sucreries pour la cigogne sur le rebord de la fenêtre.
Dans les pays germaniques, à la naissance d'un enfant il existe une tradition consistant à placer une cigogne en bois devant la maison ou, dans les immeubles, sur le balcon ou fixée à la porte d'entrée.

### Mythologie et culture slave
Dans la mythologie slave, la cigogne fait naître les âmes en les apportant du paradis, Iriy, jusque sur la Terre, au printemps et en été.  Ces croyances sont toujours présentes dans la culture populaire moderne de nombreux pays slaves, au travers de l'histoire pour enfants simplifiée expliquant que les cigognes apportent les enfants dans ce monde. Les slaves voyaient la cigogne comme un porte-bonheur, et tuer l'un de ces oiseaux portait malheur. 

### Hors Europe
Dans d'autres pays, le mythe se retrouve associé à d'autres oiseaux, distincts ou confondus avec la cigogne. On rencontre notamment fort logiquement la grue, mais aussi le héron et l'ibis. Dans la mythologie grecque, l'histoire de Gérana, reine des pygmées changée en grue par Héra, peut avoir été le support d'un mythe similaire.
Depuis l'Europe, le folklore s'est propagé partout dans le monde aussi loin que dans les Philippines et en Amérique du Sud.
La légende sur l'origine des enfants est apparue sous différentes formes dans l'histoire, et l'on disait parfois aux enfants d'esclaves afro-américains que les bébés blancs étaient apportés par les cigognes tandis que les bébés noirs naissaient à partir d'œufs de buses. En Orient, un simple regard de l'oiseau suffit à rendre une femme enceinte.

### Époque moderne

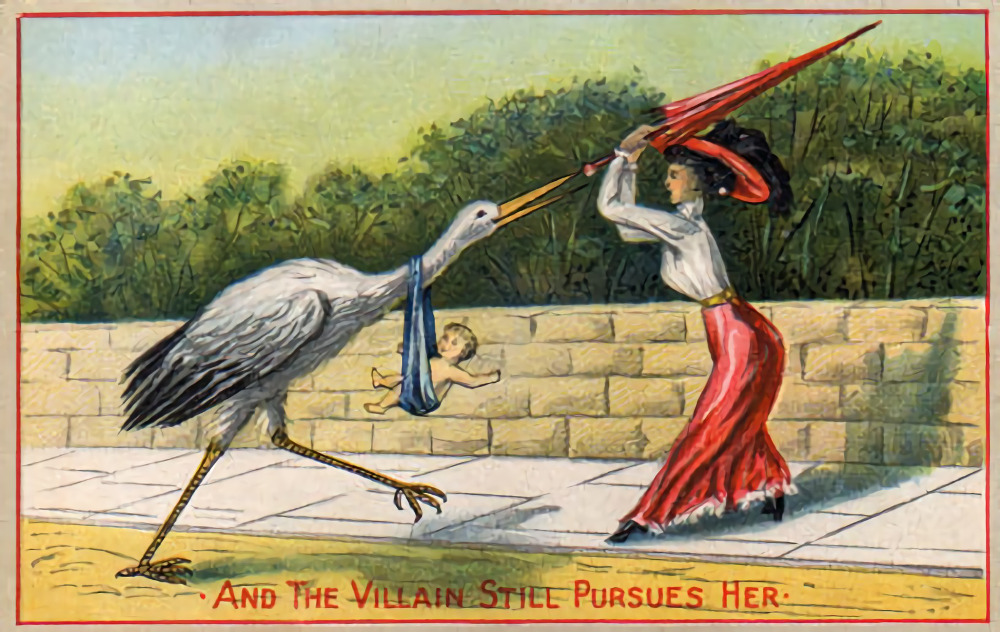
Carte humoristique du début du XIXe siècle, représentant une femme repoussant à coups d'ombrelle une cigogne lui apportant un bébé.

Le caractère durable de ce mythe du nouveau-né est possiblement lié au fait qu'il remédie à l'inconfort de parler de sexe et de procréation à des enfants. Les oiseaux ont longtemps été associés à des symboles maternels, des déesses païennes comme Junon ou Ilithyie jusqu'au Saint-Esprit, et la cigogne peut avoir été choisie pour son plumage blanc (représentant la pureté), sa taille (elle est assez grande pour transporter un nouveau-né) ou son vol à haute altitude (comparé à un vol entre la Terre et le Ciel).
La légende des bébés et sa relation avec le monde interne de l'enfant a été étudiée par Sigmund Freud, et par Carl Gustav Jung qui se rappelle s'être entendu raconter cette histoire pour la naissance de sa propre sœur,.

### Dans la culture populaire
Chez les nouveau-nés, certaines taches de naissance (naevus simplex) sont parfois appelés "morsure de cigogne" ou "pince de cigogne", et présentées plaisamment comme les marques laissées par le bec de l'animal pendant le transport.
Dans les Looney Tunes de Warner Bros, la cigogne ivre est un personnage récurrent des années 1950. Elle livre systématiquement le bébé aux mauvais parents.
Dans Le Bébé Schtroumpf de Peyo, c'est également la cigogne blanche qui apporte les bébés les nuits de « lune bleue ».
Dans l'enseignement des statistiques et de l'esprit critique, une étude montrant une corrélation trompeuse entre le nombre de nids de cigognes et celui des naissances humaines est souvent citée pour montrer que corrélation n'implique pas nécessairement causalité : c'est une illustration du sophisme cum hoc ergo propter hoc, parfois appelé « effet cigogne »,.
D'un point de vue commercial, le mythe est toujours entretenu avec des utilisations dans la communication autour de la naissance (faire-part...) ou dans la publicité pour des produits tels que des couches.

## Mythe de la naissance dans les choux ou les roses

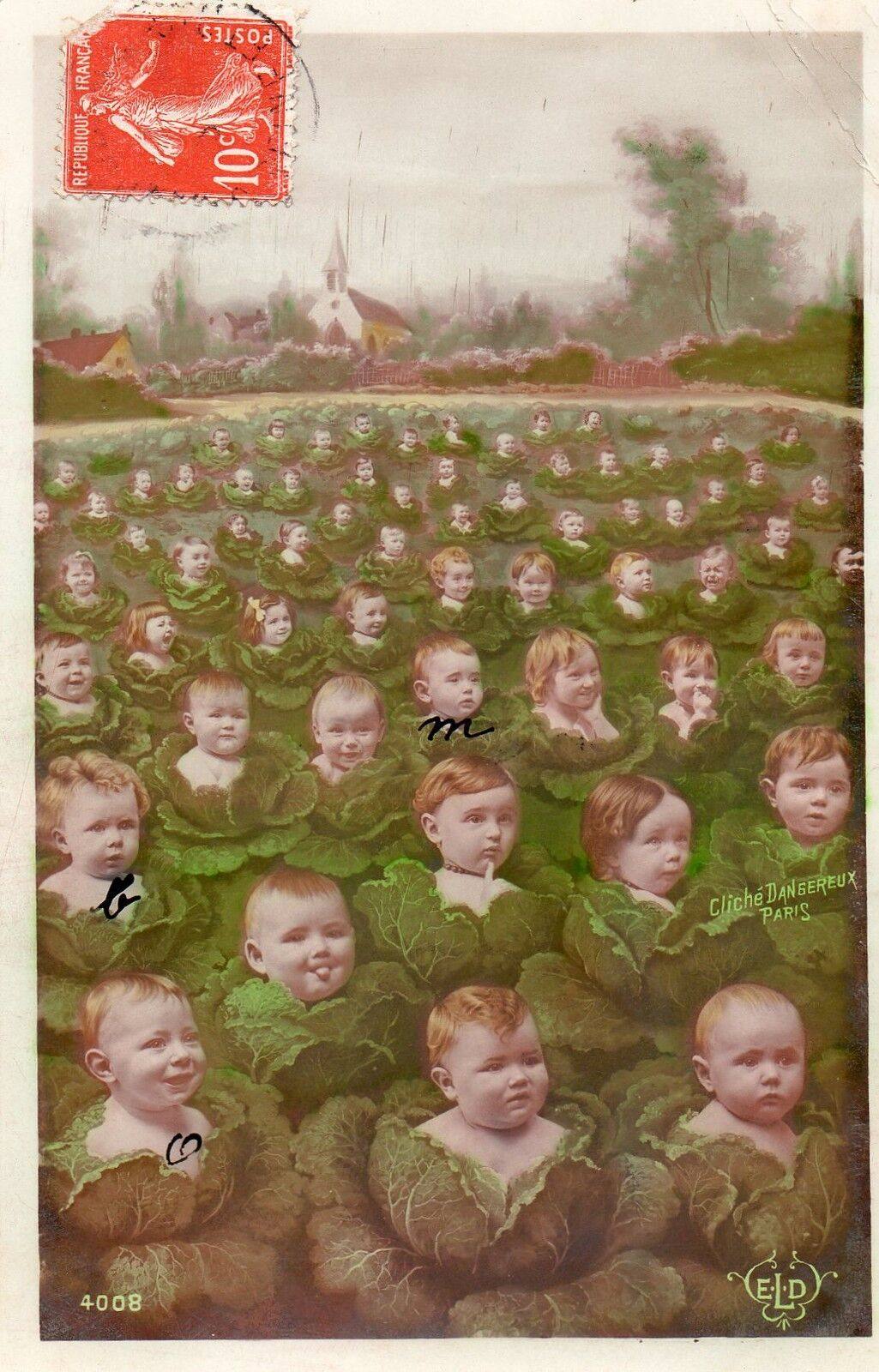
Carte postale vers 1900, France

### Chou symbole de fertilité
Selon l'ethnologue Jocelyne Bonnet, dans les sociétés paysannes, le chou cultivé est un symbole très fréquent de fécondité. Elle signale la description très détaillée qu'en fait George Sand dans les appendices de la Mare au Diable en 1846, pointant un rituel de fertilité pour les jeunes mariés du Berry, basé sur un échange de choux récoltés par les deux familles (s:La Mare au diable/Appendice 4).
Jocelyne Bonnet signale que des équivalents existent dans peu ou prou toutes les sociétés rurales de France, toujours basés sur des gros choux à feuilles, dont la taille elle-même symbolise l'abondance et la fertilité. D'après elle, cette culture de rituels du chou serait commune à la France, l'Italie et une partie de l'Europe de l'Est.
La légende, plus radicale, des bébés nés dans les choux serait une évolution tardive (XIXe siècle) de ces rituels, attestée en France et utilisée d'abord à destination des enfants curieux, auxquels les adultes ne voulaient pas parler de la conception. La démarcation entre les choux et les cigognes est un témoin des influences culturelles, la légende des cigognes n'étant attestée en Alsace qu'après l'annexion de 1871 par l'Allemagne.

### Choux ou roses
La différenciation sexuelle, naissance dans les choux pour les garçons, dans les roses pour les filles, n'est qu'une variante récente, sans attestation avant le XXe siècle.  Ils relèvent du développement des stéréotypes de genre, y compris pour les enfants.

### Dans la culture populaire
Comme pour le mythe de la cigogne, de très nombreuses utilisation du mythe de la naissance dans les choux sont présents dans la culture populaire.
Dans l'histoire du cinéma, La Fée aux Choux, réalisé en 1896 par Alice Guy, est l'un des premiers films de fiction. Il y présente une fée (de taille humaine), extrayant d'un carré de choux énormes trois nouveau-nés et les présentant au public.
De nos jours, on peut citer la photographe australienne Anne Geddes, spécialisée dans les photos de bébés, qui a publié de nombreuses images de bébés dans les légumes ou, plus souvent, les fleurs. Les roses et les choux sont évidemment très représentés.

### Fausse origine
On trouve parfois une explication douteuse de l'origine de ce mythe, qui le rattacherait à la mythologie grecque. Clytemnestre, femme d'Agamemnon, aurait accouché de quadruplés et, faute de langes, enveloppé ses trois filles (Iphigénie, Chrysothémis, Électre) dans des pétales de rose et son fils, Oreste, dans des feuilles de chou. C'est probablement une invention fantaisiste récente. Bien que le destin des Atrides soit amplement décrit, aucun texte classique ne mentionne cet épisode.

## Autres mythes de naissance
Dans d'autres cultures, les Naissances miraculeuses (en) sont un thème courant des récits et traditions mythologiques, religieux et légendaires concernant des personnages particuliers, généralement des héros ou des divinités, mais pas la population en général.  Elles comprennent souvent des caractéristiques miraculeuses, telles que l'intervention d'une divinité, des éléments surnaturels, des considérations astrologiques, ou des intrigues complexes liées à la cosmogonie.
Par exemple, au Japon, Momotarō naît d'une pèche géante descendant une rivière, et la princesse Kaguya sort d'une canne de bambou. Dans la mythologie grecque, les exemples sont fréquents : Athéna sort de la tête de Zeus, et Dionysos de sa cuisse. Dans la mythologie aztèque, Huitzilopochtli naît de la déesse Coatlicue, fécondée par une boule de plumes.